# 霧社翠灰蝶
霧社翠灰蝶（学名：Chrysozephyrus mushaellus），又名繆斯金灰蝶、霧社綠小灰蝶、霧社綠灰蝶，为灰蝶科翠灰蝶屬下的一个种。

## 描述
本種為中型灰蝶，展翅寬約34–40mm。前翅略呈直角三角形、前緣弧形，後翅扇形，外緣後端具尾突。雌蝶翅形較雄蝶寬圓。
雄蝶翅背為藍綠色，具金屬光澤，前翅外緣有細黑邊，後翅三緣為寬黑邊。翅腹面褐色，前翅外側有一條內緣鑲暗褐邊的白線（後段斷裂），外緣內側有兩個鑲白鱗的暗褐斑。後翅中央有W形白線、內側具暗褐短條，外緣有藍白閃鱗、橙環黑圓斑及肛角處的藍邊橙黑斑。
雌蝶翅背斑紋明顯不同，前翅深褐並具藍色閃鱗（集中於基部），後翅為素褐無紋。翅腹紋樣與雄蝶相似，但顏色較深、斑紋更明顯。
卵白色、扁圓，具稜刻與細刺。幼蟲黃綠色，有細毛。蛹黃褐色縊蛹，體表散布黑褐斑，背部具一對黑斑、一條黑線及兩枚紅褐圓斑。
本種與拉拉山綠小灰蝶（C. rarasanus）相似，最大區別為翅腹白線斷裂、不成直線；與江崎綠小灰蝶（C. esakii）雄蝶也類似，但本種腹面顏色較深、斑紋更明顯，可作辨識依據。

## 分佈
本種分布於中國大陸及臺灣，主要見於臺灣中央山脈中海拔地區，桃園及南投亦有記錄。

## 棲地
棲息於原始闊葉林山區，一年一世代，以卵越冬，在5月至8月可見到成蟲，吸食植物樹液、花蜜。雄蝶具領域性行為於樹冠層附近活動。雌蝶產卵於寄主植物的休眠芽間，幼蟲取食寄主植物的新芽、幼葉，老熟幼蟲在寄主植物附近地面枯枝落葉中化蛹。
幼蟲之寄主植物為殼斗科的大葉石櫟、臺灣石櫟及短尾柯。